# Altamahaw-Ossipee
Altamahaw-Ossipee  è stato un census-designated place (CDP) degli Stati Uniti d'America, della Contea di Alamance, nella Carolina del Nord. Secondo il censimento del 2000 la località aveva una popolazione di 996 abitanti. Il 9 settembre 2002 la località di Ossipee è diventata un comune indipendente (town). Altamahaw è rimasto un CDP a sé stante.

## Geografia fisica
Secondo l'United States Census Bureau la località sorgeva su un'area di 6,0 km², interamente su terraferma.